# Tokutaro Ukon
Tokutaro Ukon (japonsko 右近 徳太郎), japonski nogometaš, * 23. september 1913, Kobe, Japonska, † 1944.
Za japonsko reprezentanco je odigral 5 uradnih tekem.